# Домаћин (часопис)
Домаћин : илустровани лист за целокупну привреду и кућевне потребе је часопис везан за  пољопривредне теме. Период излажења овог часописа је од 1890. године до 1891. године. Издаје и уређује га Ђорђе Радић, први доктор пољопривредних наука у Србији.

## О часопису
Часопис Домаћин : илустровани лист за целокупну привреду и кућевне потребе излазио је само две године у Београду и Новом Саду. Уредник је Ђорђе Радић, један од најзначајнијих пољопривредних стручњака које је Србија имала у XIX и на почетку XX века. Први број изашао је 10. јануара 1890, а последњи 15. марта 1891. године.

### Периодичност излажења
Часопис је излазио два пута месечно, 10. и 25. у месецу.

## Теме
Теме су везане за пољопривредне науке, са саветима за гајење, исхрану, калемљење винове лозе и других корисних препорука.

### Рубрике
- Смесице
- Новинарство
- Књижевност
- Одговори
- Извори за набавке

## Уредници
Главни и одговорни уредник био је Ђорђе Радић.

## Штампарија
Лист је штампан у Краљевској српској Државној штампарији. Од броја 2 1891. године штампан је у штампарији Светозара Николића.

## ИзДомаћина
| „ | Траве и биљке наших ливада (са сликама) Овога пролећа упитани смо са више страна, како из Србије, тако и из Аустро-Угарске и Босне: Које су траве за ливађање нових ливада и сенокоса најбоље? Нужно је прво се упознати с разним травама. Погледајмо само једну добру природну ливаду, па ћемо се одма првим погледом уверити да такова ливада није обрастала једном само врстом траве, него је обрастала разним травама и окићена разним пољским миришљавим и лековитим цвећем и биљем, које је промисао Божија за израну разних дивљех животиња смешала, да им за боље сваривање и за лек служи. | ” |

- Lolium perenne (утринац) у часопису Домаћин из 1891. године, број 5, страна 34
- Lolium italicum (љуљика),Домаћин, 1891, број 5, страна 35
- Poa pratense (бела метлица), Домаћин, број 5 страна 35

## Галерија
- Кукуруз, Домаћин, 1890, број 1, страна 5
- Заштита за калеме, Домаћин, 1890, број 1, страна 6
- Купина, Домаћин, 1890, број 2 страна 12